# Hamburger Kunsthalle

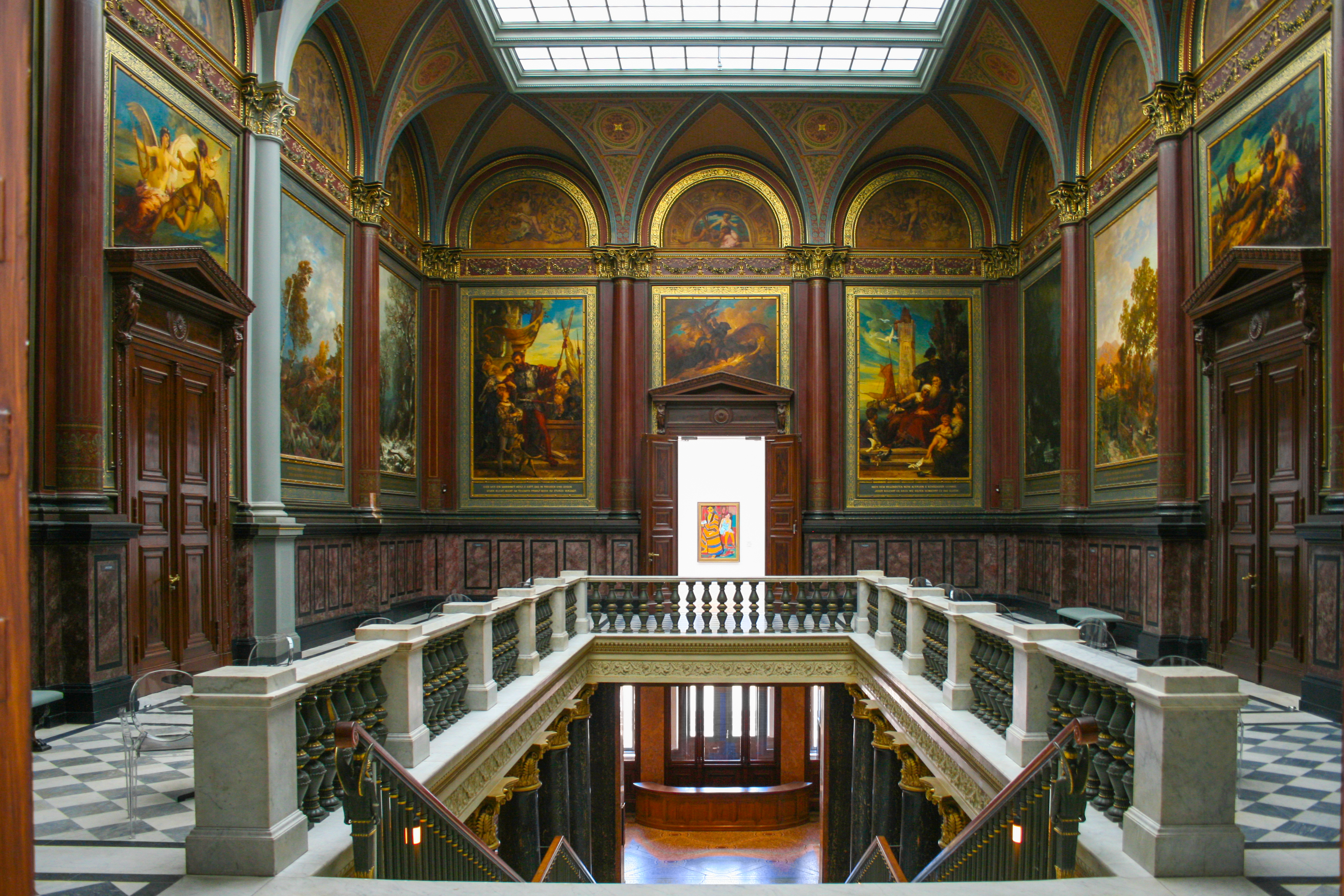
Trappa i konstmuseet

Hamburger Kunsthalle är ett tyskt konstmuseum i Hamburg. Museet består av tre sammanlänkade byggnader, som ligger i stadens centrum i Altstadt, nära centralstationen och sjön Binnenalster.

## Historik
Den första museibyggnaden, ritad av arkitekterna Georg Theodor Schirrmacher och Hermann von der Hude invigdes 1869. Arkitekten Fritz Schumacher ritade den andra byggnaden, som blev klar 1919, och Oswald Mathias Ungers ritade det 1997 invigda Galerie der Gegenwart.

## Samling

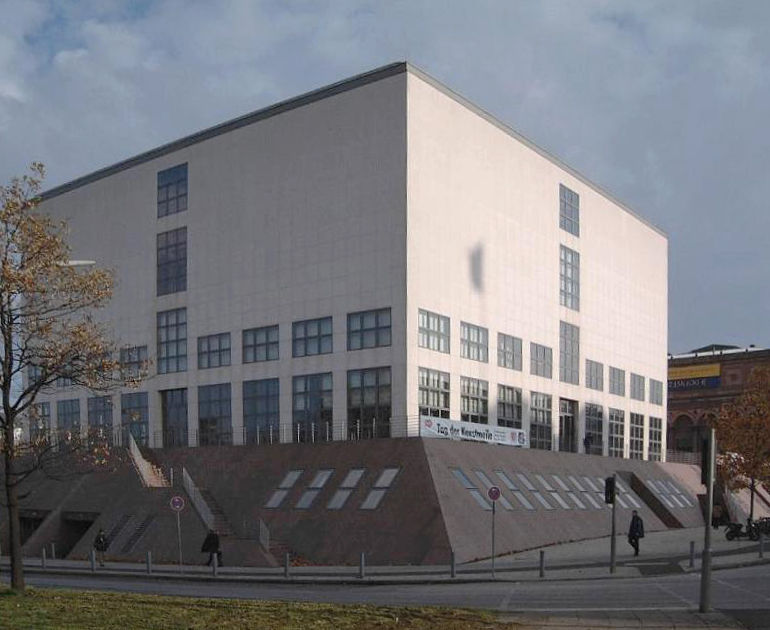
Galerie der Gegenwart

Museet är främst inriktat på konst från Hamburg från 1300-talet, målningar av holländska och flamländska mästare från 1500- och 1600-talen, franska och tyska målningar från 1800-talet och på modern konst. 
I 1800-talssamlingen ingår bland annat verk av Max Liebermann, Lovis Corinth, Philipp Otto Runge, Caspar David Friedrich och Adolf Menzel. 
Gallerie der Gegenwart innehåller konst från tidigt 1900-tal och efter 1945, bland annat verk av Pablo Picasso, Paul Klee och Max Beckmann.

## Bildgalleri

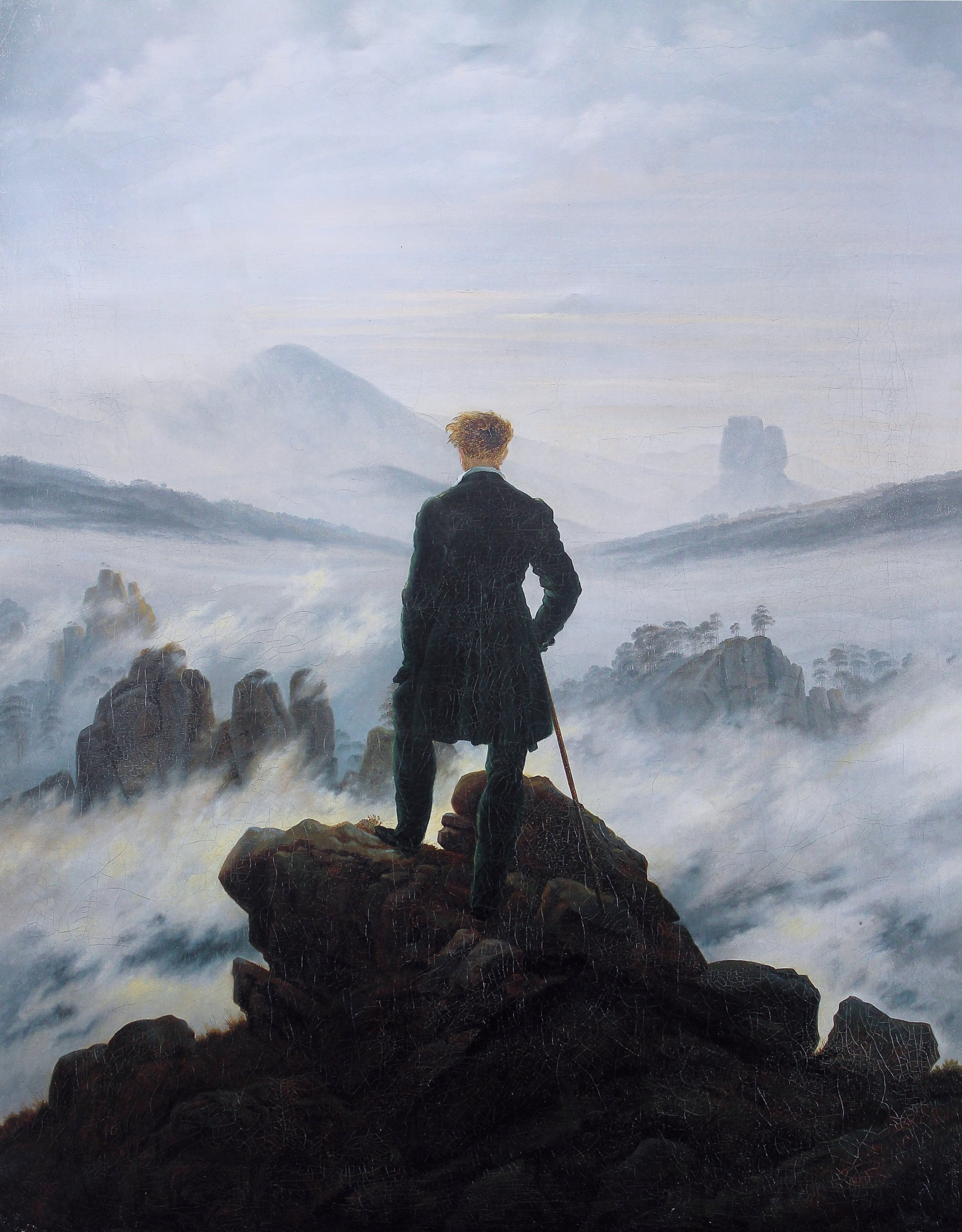
Caspar David Friedrichs Vandrare över ett hav av dimma
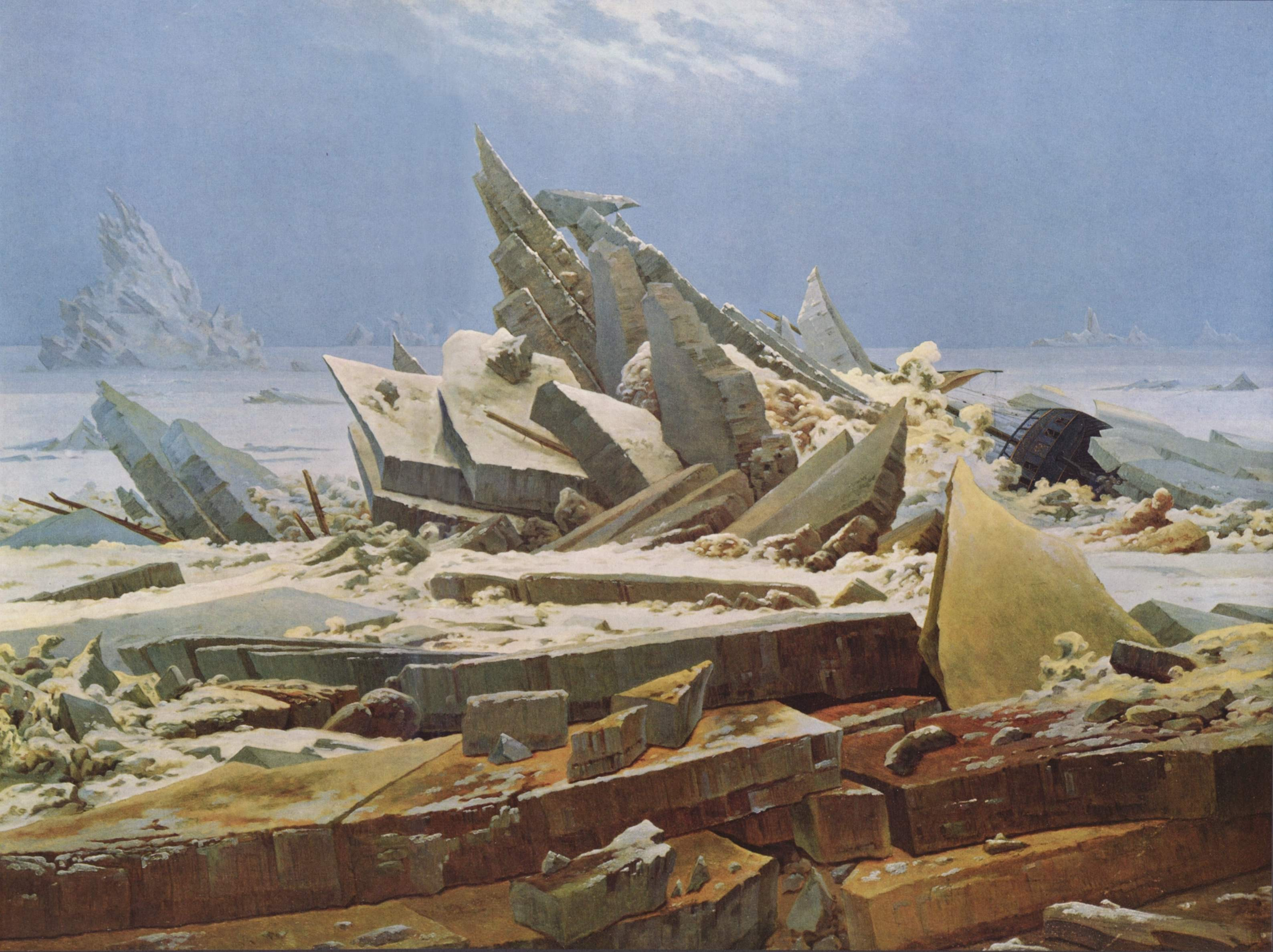
Caspar David Friedrichs Ishavet
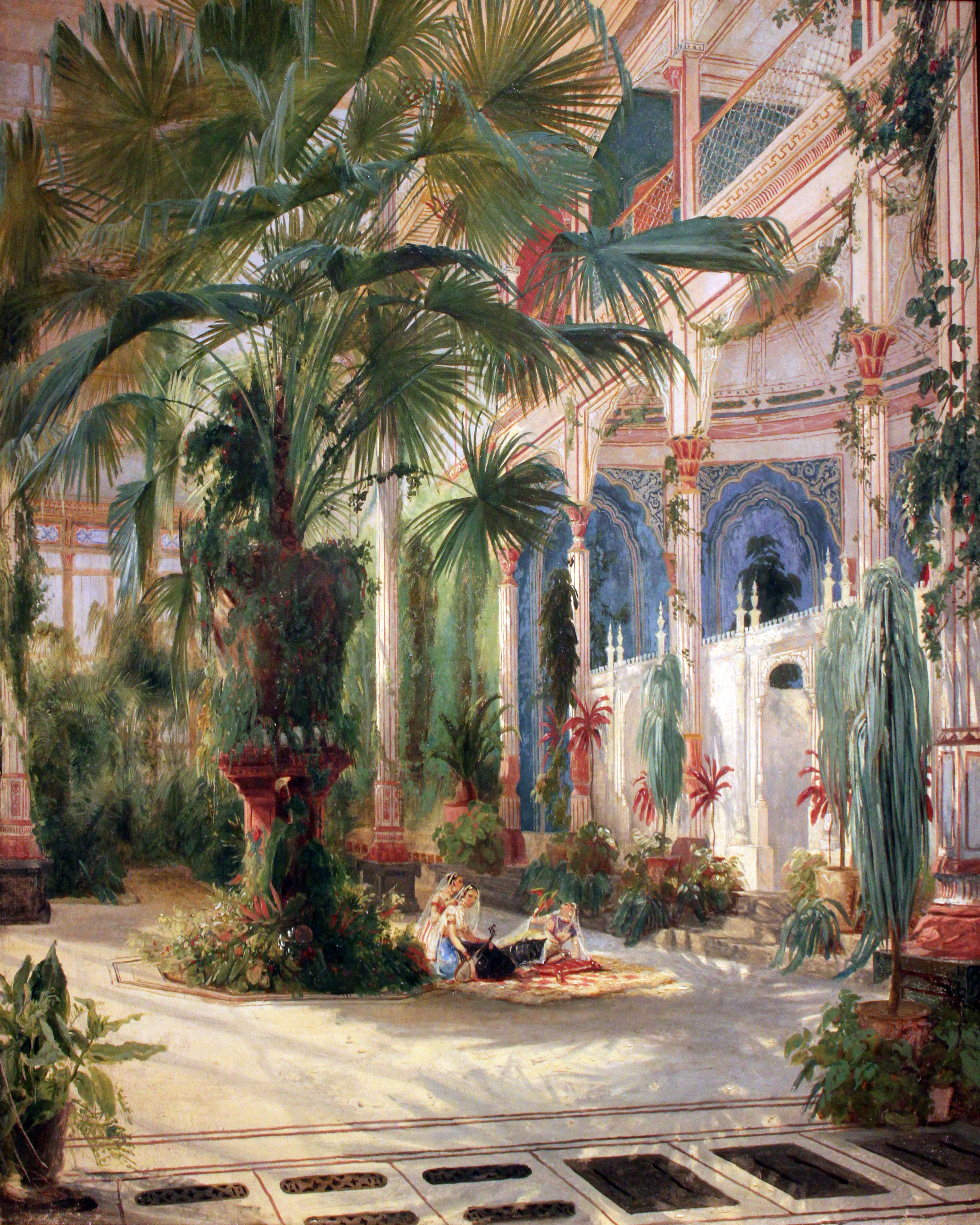
Carl Blechens Palmhus på ön Pfaueninsel nära Potsdam
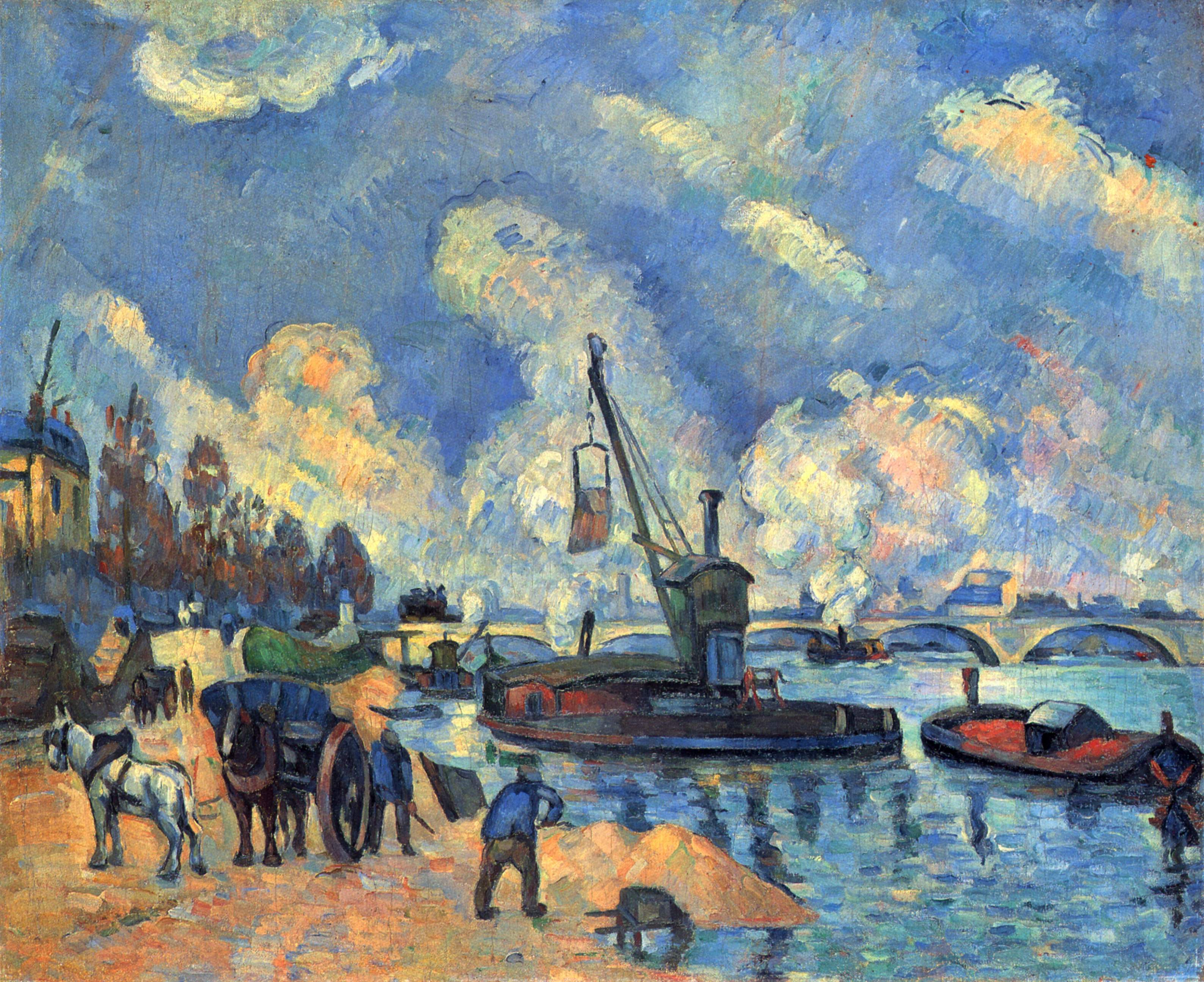
Paul Cézannes Seine nära Bercy
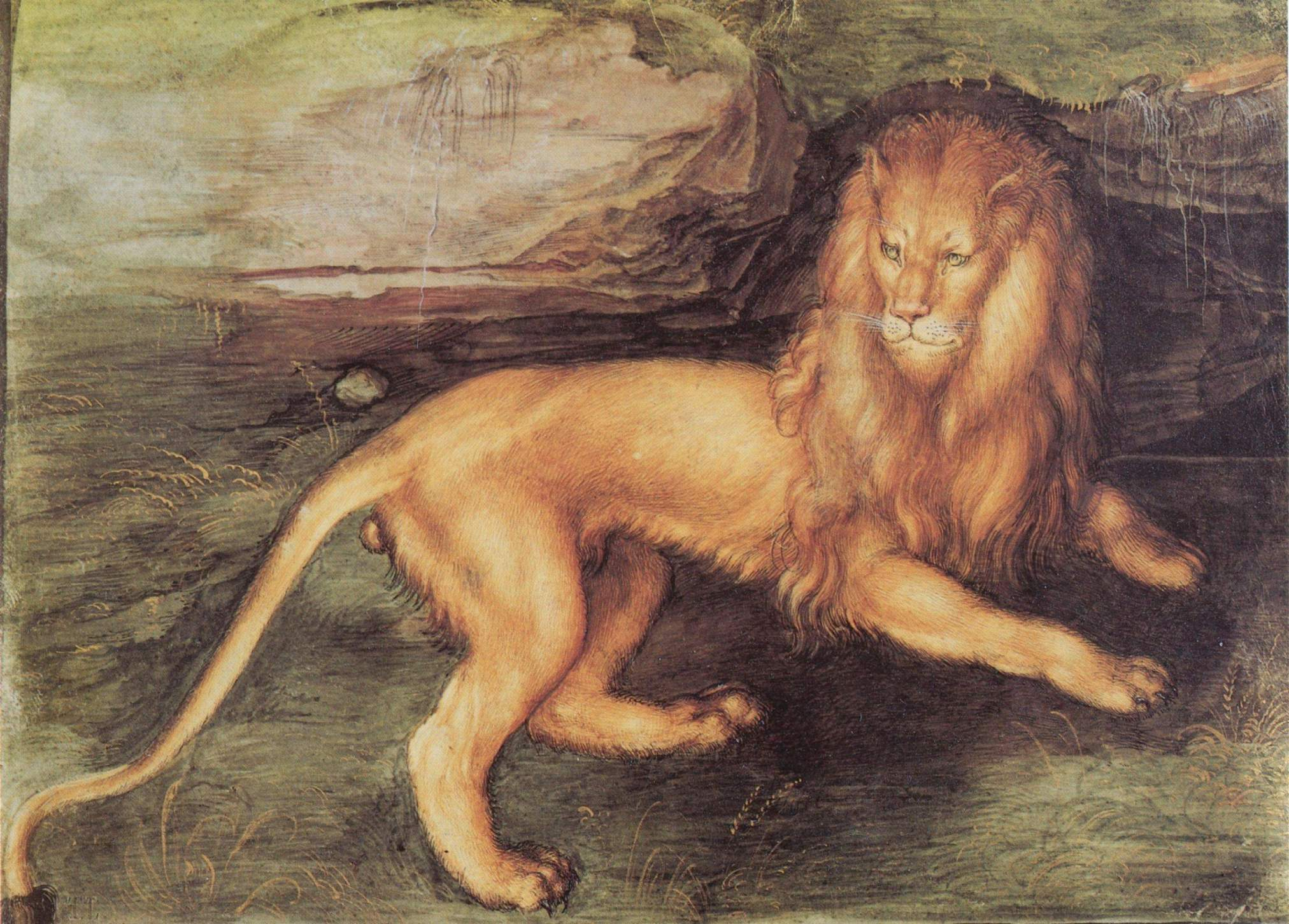
Albrecht Dürers Lejon
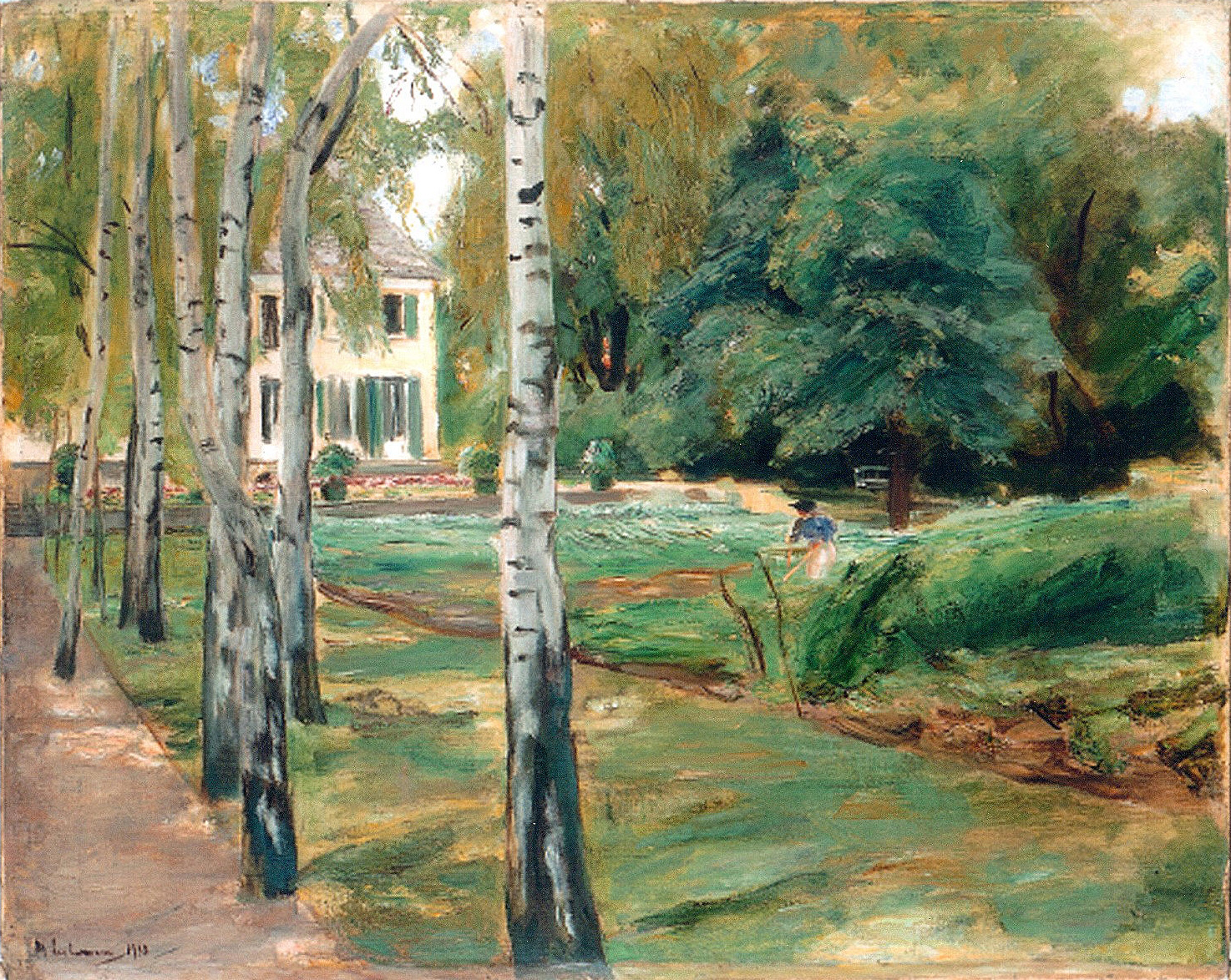
Max Liebermanns Björkallé i Wannseeparken
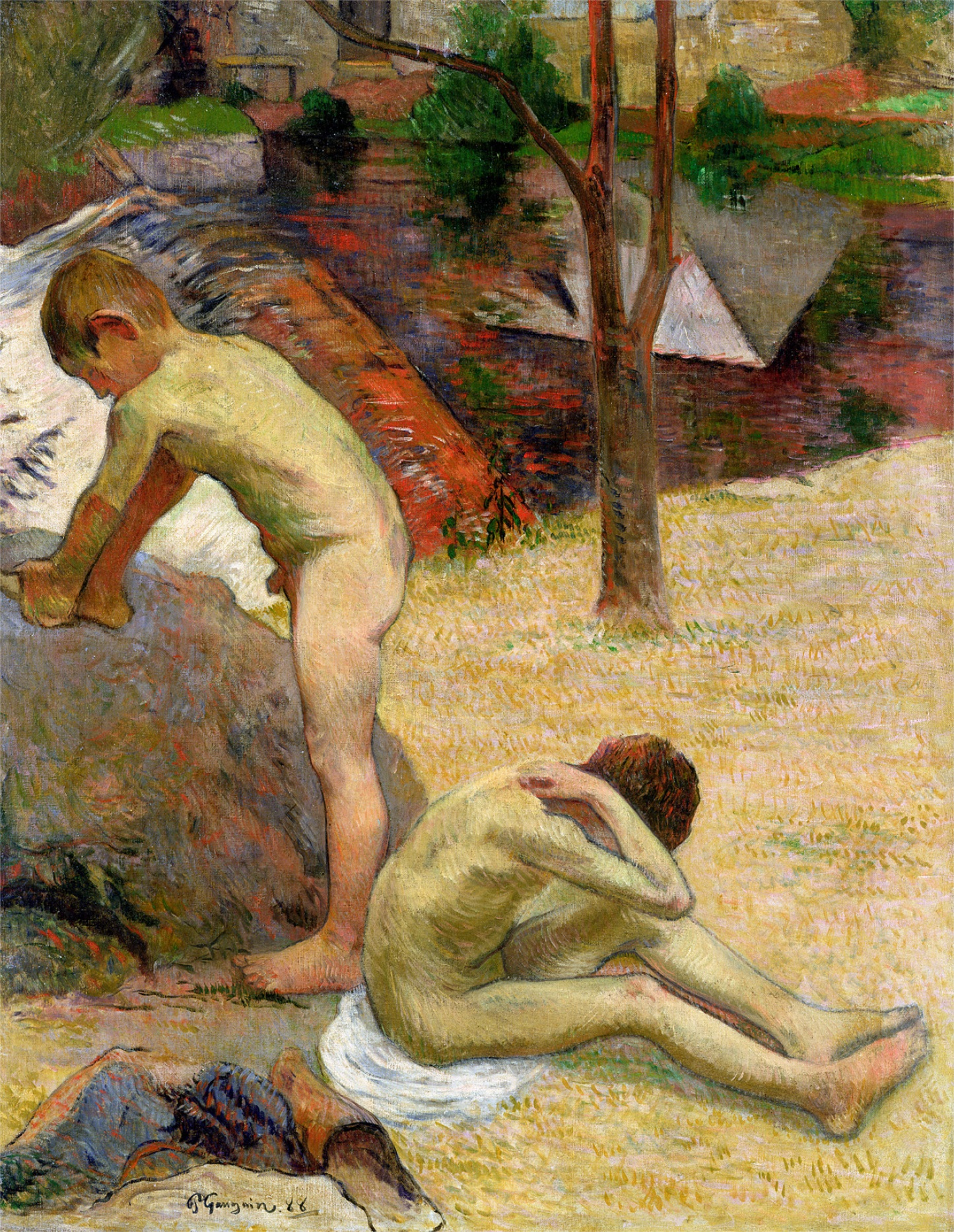
Paul Gauguins Badande pojkar i Bretagne
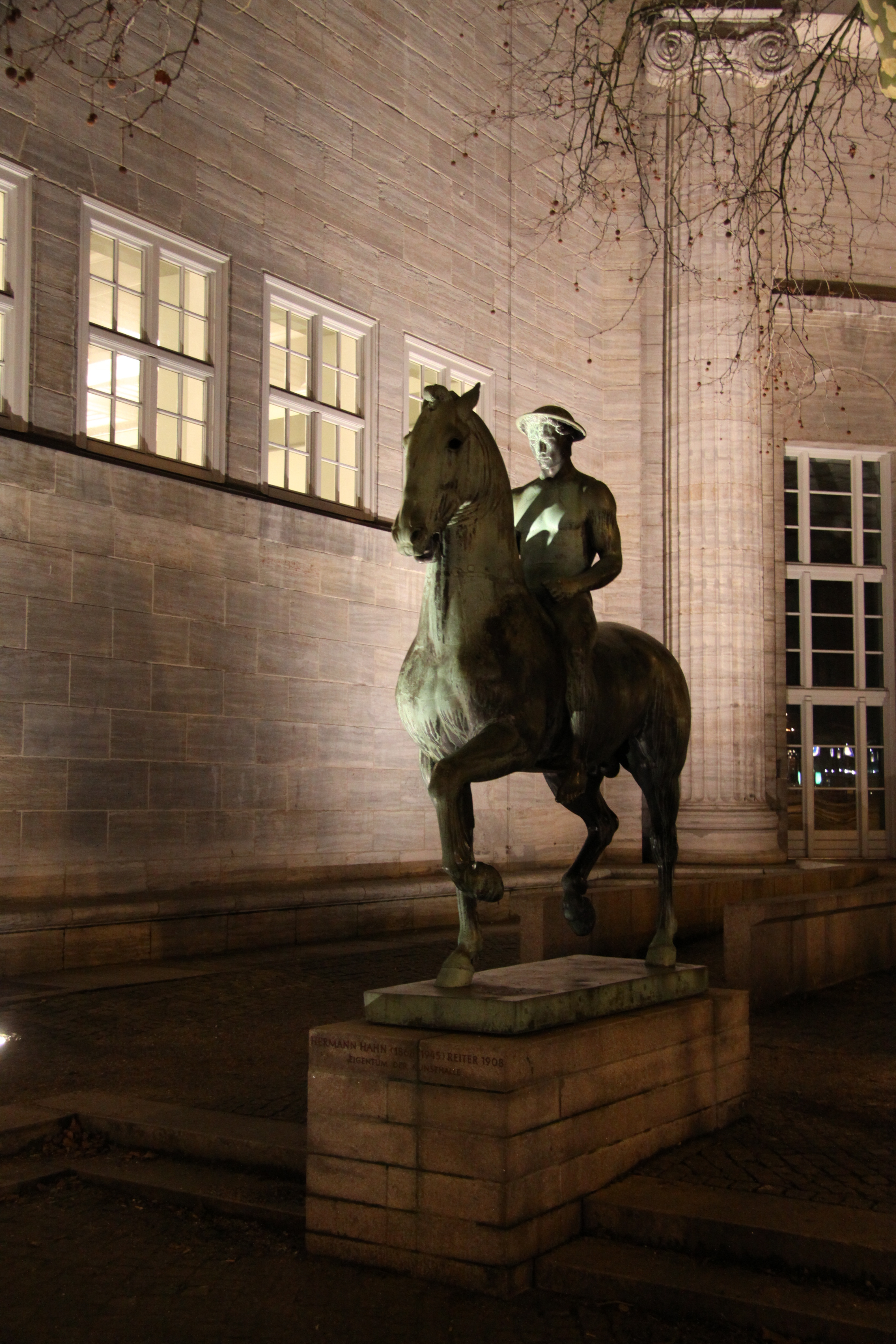
Skulptur av Hermann Hahn vid huvudentrén